# Kornel Krzeczunowicz

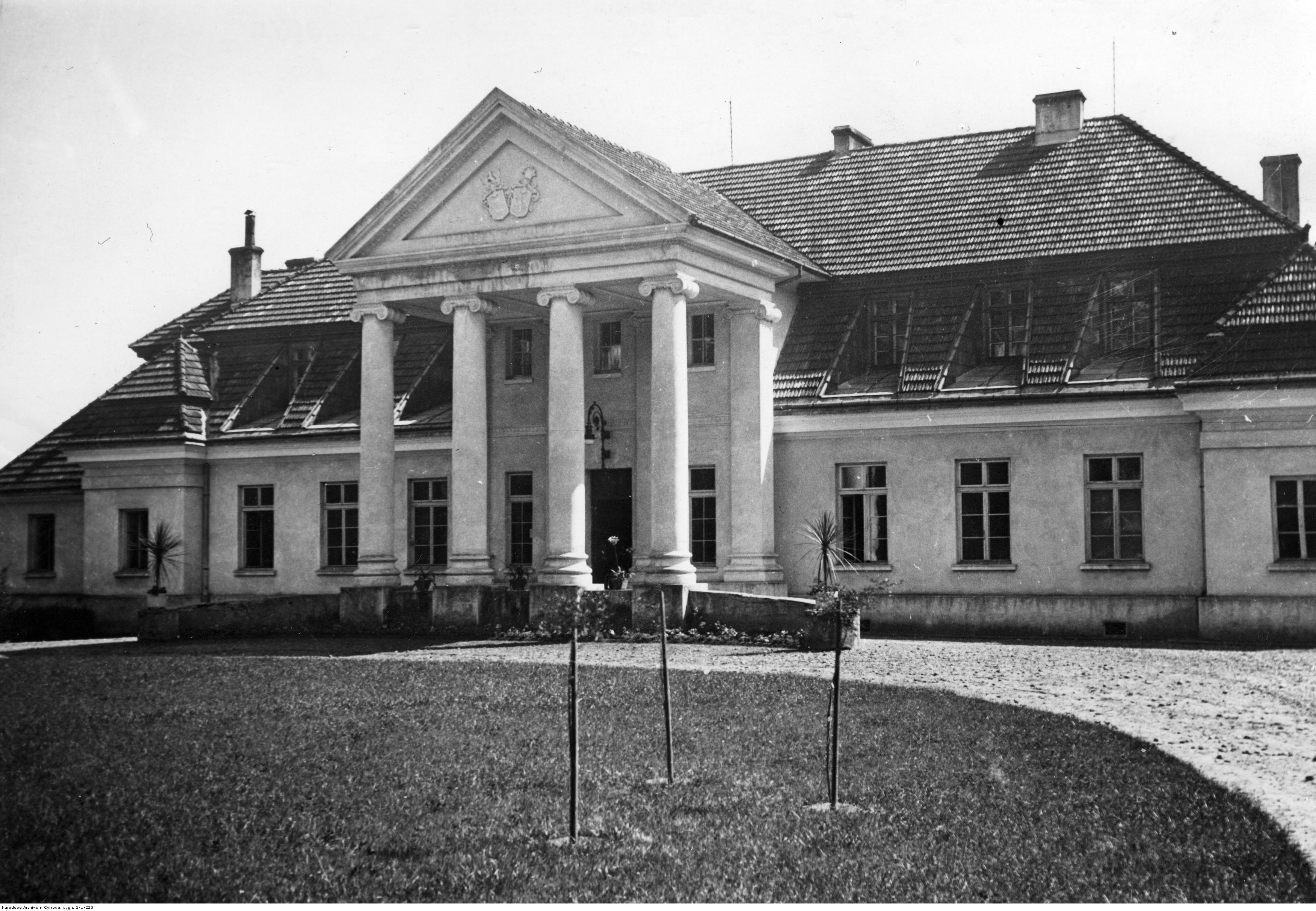
Bołszowce k. Stanisławowa - dwór Kornela Krzeczunowicza

Kornel Krzeczunowicz (ur. 22 sierpnia 1894 w Bołszowcach, zm. 3 grudnia 1988 w Londynie) – polski pisarz emigracyjny i ziemianin oraz oficer kawalerii: cesarskiej i królewskiej Armii, Wojska Polskiego i Polskich Sił Zbrojnych na Zachodzie, kawaler Orderu Virtuti Militari, major, a także poseł na Sejm IV kadencji (1935–1938).

## Życiorys
Kornel Krzeczunowicz pochodził ze starej ormiańskiej rodziny od wieków osiadłej w Polsce i związanej ze Lwowem, której udokumentowane dzieje sięgały czasów założenia Stanisławowa w 1662. Na świat przyszedł w rodzinnym majątku Bołszowce, którego był właścicielem do momentu odebrania tych ziem Polsce po zakończeniu II wojny światowej. Urodził się w Bołszowcach, w powiecie rohatyńskim, w rodzinie Aleksandra (1863–1922) i Kornelii Felicji z Tustanowskich. Jego ojciec był znanym politykiem konserwatywnym związanym z ugrupowaniem tzw. Podolaków, posłem na Sejm Galicyjski oraz marszałkiem powiatu rohatyńskiego. Jego dziadkiem był Kornel, a pradziadkiem Walerian (1760–ok.1866).
W 1914 zmobilizowany do korpusu automobilowego armii austriackiej, następnie przeniesiony do Kadry 1 Galicyjskiego pułku ułanów w Krakowie. W 1915 ukończył szkołę podchorążych w Holíč na Słowacji oraz kurs strzelecki w Bruck a/d Leitha. Po powrocie do pułku brał udział w walkach na froncie wschodnim i włoskim, m.in. wziął udział w trzeciej bitwie nad Isonzą. Na stopień porucznika został mianowany ze starszeństwem z 1 lutego 1918 w korpusie oficerów rezerwy kawalerii.
W październiku 1918 zdemobilizowany powrócił do rodzinnych Bołszowiec, wkrótce zajętych przez wojska ukraińskie. Do Wojska Polskiego udało mu się wstąpić dopiero w lutym 1919. Przydzielony – na własną prośbę – do 8 pułku ułanów. W marcu 1919 objął dowództwo 4 szwadronu. W lipcu 1920 po reorganizacji jednostki został p.o. dowódcy 8 pułku w stopniu rotmistrza (po ppłk. Henryku Brzezowskim). Funkcję tę pełnił z dwiema krótkimi przerwami aż do końca wojny polsko-bolszewickiej (dowództwo złożył 19 marca 1921).
Dowodził pułkiem w wielu ważnych bitwach, m.in. 31 sierpnia 1920 pod Komarowem w największej bitwie kawaleryjskiej XX wieku, gdzie poprowadził brawurową szarżę, która przechyliła szalę na stronę Polaków, doprowadzając do panicznej ucieczki Konarmii Budionnego. W 2022 roku w 102. rocznicę bitwy pod Komarowem odsłonięto Pomnik Chwały Kawalerii i Artylerii Konnej, upamiętniający polską konnicę.
Po zakończeniu wojny Krzeczunowicz objął po ojcu majątek ziemski, w którym gospodarzył do II wojny światowej. Działał także w wielu organizacjach społecznych i politycznych. Należał między innymi do Związku Ludowo-Narodowego (do 1927), Zespołu Stu we Lwowie oraz Bezpartyjnego Bloku Współpracy z Rządem. W 1934 roku, w stopniu rotmistrza ze starszeństwem z dniem 1 czerwca 1919 roku i 86. lokatą w korpusie oficerów rezerwy kawalerii, pozostawał w ewidencji Powiatowej Komendy Uzupełnień Brzeżany. Posiadał przydział w rezerwie do 8 pułku ułanów.
W latach 1935–1938 poseł na Sejm IV kadencji z okręgu 68, członek sejmowego Koła Rolników. Na stopień majora został mianowany ze starszeństwem z 1 stycznia 1938 i 1. lokatą w korpusie oficerów rezerwy kawalerii.
Po wybuchu wojny udał się do Francji, gdzie wstąpił do Polskich Sił Zbrojnych. Po upadku Francji ewakuował się do Wielkiej Brytanii, gdzie wziął udział w odtwarzaniu armii polskiej. W latach 1941–1943, w stopniu majora, był komendantem placu w Glasgow, w wojsku pozostawał zapewne do końca wojny.
Po zakończeniu wojny osiadł na stałe w Anglii, gdzie założył szklarnie z kwiatami w Ascot. Przebywając na emigracji, należał do Związku Rolników Polskich w Wielkiej Brytanii (przez wiele lat jako prezes), Związku Pisarzy Polskich na Obczyźnie. W 1954 roku wszedł do Tymczasowej Rady Jedności Narodowej.
Poza pracą zawodową i społeczną zajmował się także publicystyką historyczną. Artykuły i polemiki drukował m.in.: w londyńskich „Wiadomościach”, w „Przeglądzie Kawalerii i Broni Pancernej” oraz w paryskiej „Kulturze”. W tym czasie napisał wiele prac poświęconych m.in. kawalerii. W latach 1980–1983 był redaktorem naczelnym „Przeglądu Kawalerii i Broni Pancernej”. Ze stanowiska tego musiał odejść po tym, jak wydał Wspomnienie o generale Tadeuszu Rozwadowskim, która to praca spotkała się z gwałtowną krytyką środowisk piłsudczykowskich. W 1985 roku został uhonorowany nagrodą Stowarzyszenia Polskich Kombatantów za całokształt twórczości. Podpisał list pisarzy polskich na Obczyźnie, solidaryzujących się z sygnatariuszami protestu przeciwko zmianom w Konstytucji Polskiej Rzeczypospolitej Ludowej (List 59).

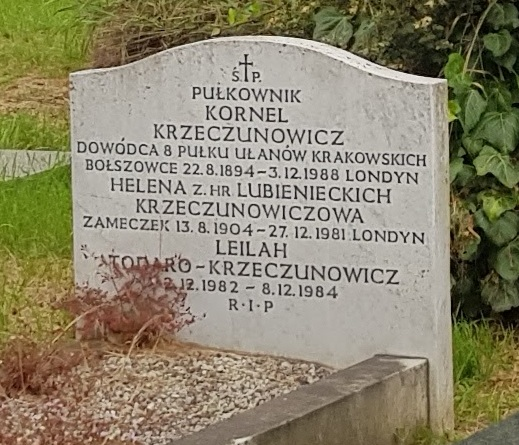
Grób Kornela, Heleny i Leilah Krzeczunowiczów

Zmarł 3 grudnia 1988 roku w Londynie. Został pochowany 5 grudnia 1988 roku na cmentarzu Gunnersbury.
Kornel Krzeczunowicz był żonaty z Heleną z domu Lubieniecką (ur. 13 sierpnia 1904 w Zameczku, działaczką społeczną, udzielającą się w opiece nad chorymi i potrzebującymi, zm. 27 grudnia 1981), z którą miał trzech synów: Jana (1928), Aleksandra (1929) i Andrzeja (1930–2020), dziennikarza i dyplomatę.

## Dorobek pisarski
- Ułani księcia Józefa. Historia 8 Pułku Ułanów ks. Józefa Poniatowskiego 1784–1945, Londyn 1960
- Uzupełnienia do Ułanów księcia Józefa, Londyn 1962
- Leon Sapieha 1883–1944, Londyn 1967
- Ostatnia kampania konna. Działania jazdy polskiej przeciw armii konnej Budiennego w 1920 roku, Londyn 1971
- Historia jednego rodu i dwu emigracji, Londyn 1973
- Rodowody pułków jazdy polskiej 1914–1947, Londyn 1983 (redaktor pracy zbiorowej)
- Wspomnienie o generale Tadeuszu Rozwadowskim, Londyn 1983 (dodatek do „PKiBP”, T. 109/110)
- Księgę 200-lecia ułanów ks. Józefa, Londyn 1984

## Ordery i odznaczenia
- Krzyż Srebrny Orderu Wojskowego Virtuti Militari (1921)[8]
- Krzyż Komandorski Orderu Odrodzenia Polski (11 listopada 1980)[9]
- Krzyż Kawalerski Orderu Odrodzenia Polski (10 listopada 1933)[10]
- Medal Wojska[11]
- Medal Pamiątkowy za Wojnę 1918–1921[11]
- Medal Dziesięciolecia Odzyskanej Niepodległości[11]
- Signum Laudis, Brązowy Medal Zasługi Wojskowej z mieczami na wstążce Krzyża Zasługi Wojskowej (Austro-Węgry)[12]
- Srebrny Medal Waleczności 1 klasy (Austro-Węgry)[12]
- Krzyż Wojskowy Karola (Austro-Węgry)[12]